# Indocalamus longiauritus
Indocalamus longiauritus är en gräsart som beskrevs av Hand.-mazz. Indocalamus longiauritus ingår i släktet Indocalamus och familjen gräs. Inga underarter finns listade i Catalogue of Life.